# Hanwha Eagles
O Hanwha Eagles é um clube profissional de beisebol sul-coreano sediado em Daejeon, Coreia do Sul. A equipe disputa a KBO League.

## História
Foi fundado em 1985 como Binggrae Eagles. Atualmente foi adquirido pela empresa Hanwha.